# Tadaxa
Tadaxa är ett släkte av fjärilar. Tadaxa ingår i familjen nattflyn.
Kladogram enligt Catalogue of Life:
| Tadaxa | \| \| Tadaxa bijungens \| \| \| \| \| \| Tadaxa lintona \| \| \| \| |
|        | \| \| Tadaxa bijungens \| \| \| \| \| \| Tadaxa lintona \| \| \| \| |
|        | Tadaxa bijungens                                                    |
|        |                                                                     |
|        | Tadaxa lintona                                                      |
|        |                                                                     |